# Coupe du Golfe arabe de football
La coupe du Golfe arabe de football est une compétition de football biennale régie par la Fédération de football de la Coupe du Golfe arabique (en) pour ses huit nations membres. L'histoire de la compétition l'a également vue organisée tous les trois ou quatre ans en raison de problèmes politiques ou organisationnels. Le champion en titre est Bahreïn, ayant remporté son 2e titre lors de la 26e édition, qui s'est tenue en 2024.

## Histoire
L'idée de ce tournoi a été lancée lors des Jeux olympiques d'été de 1968, et la première Coupe du Golfe Arabe a eu lieu en 1970, remportée par le Koweït. Le Koweït a été l'équipe la plus titrée de l'histoire du tournoi, remportant 10 tournois sur 25 au total, suivi par l'Irak avec quatre titres, et l'Arabie saoudite et le Qatar avec trois titres chacun. Le champion actuel est Bahreïn, qui a battu Oman en 2024 pour remporter son 2e titre.

## Questions politiques
De 1990 à 2003, l'Irak a été banni en raison de la guerre du Golfe. La 21e édition, qui devait initialement se tenir en 2013 dans la ville de Bassora, en Irak, a été déplacée à Bahreïn en octobre 2011 pour que l'Irak puisse accueillir la compétition lors de la 22e édition. La 22e Coupe du Golfe Arabique a également été déplacée en raison de problèmes de préparation et de sécurité. De même, la 23e Coupe du Golfe Arabique devait également se tenir à Bassorah, en Irak, la décision officielle devant être prise en février 2015. Le 2 février 2015, le ministère irakien de la Jeunesse a annoncé que l'Irak n'organiserait pas la compétition en raison d'une crise financière en Irak.
En 2017, l'Arabie saoudite, les Émirats arabes unis et Bahreïn ont rompu leurs relations diplomatiques avec le Qatar. En juillet 2019, la Fédération de football de la Coupe du Golfe arabique (en) a annoncé que la 24e édition se tiendrait dans la capitale qatarie de Doha. En octobre 2019, les trois pays ont annoncé qu'ils ne participeraient pas à la compétition. Cependant, plus tard en novembre 2019, les trois pays ont accepté de participer et le tirage au sort du tournoi a été refait.

## Palmarès

### Résultats
| Year | Hosts               | Vainqueur           | Score          | Finaliste           | Troisième                   | Score                       | Quatrième                   |
| ---- | ------------------- | ------------------- | -------------- | ------------------- | --------------------------- | --------------------------- | --------------------------- |
| 1970 | Bahreïn             | Koweït              | Championnat    | Bahreïn             | Arabie saoudite             | Championnat                 | Qatar                       |
| 1972 | Arabie saoudite     | Koweït              | Championnat    | Arabie saoudite     | Émirats arabes unis         | Championnat                 | Qatar                       |
| 1974 | Koweït              | Koweït              | 4-0            | Arabie saoudite     | Qatar                       | 1-1ap (3-0)tab              | Émirats arabes unis         |
| 1976 | Qatar               | Koweït              | 4-2            | Irak                | Qatar                       | Championnat                 | Bahreïn                     |
| 1979 | Irak                | Irak                | Championnat    | Koweït              | Arabie saoudite             | Championnat                 | Bahreïn                     |
| 1982 | Émirats arabes unis | Koweït              | Championnat    | Bahreïn             | Émirats arabes unis         | Championnat                 | Arabie saoudite             |
| 1984 | Oman                | Irak                | 1-1ap (3-2)tab | Qatar               | Arabie saoudite             | Championnat                 | Émirats arabes unis         |
| 1986 | Bahreïn             | Koweït              | Championnat    | Émirats arabes unis | Arabie saoudite             | Championnat                 | Qatar                       |
| 1988 | Arabie saoudite     | Irak                | Championnat    | Émirats arabes unis | Arabie saoudite             | Championnat                 | Bahreïn                     |
| 1990 | Koweït              | Koweït              | Championnat    | Qatar               | Bahreïn                     | Championnat                 | Oman                        |
| 1992 | Qatar               | Qatar               | Championnat    | Bahreïn             | Arabie saoudite             | Championnat                 | Émirats arabes unis         |
| 1994 | Émirats arabes unis | Arabie saoudite     | Championnat    | Émirats arabes unis | Bahreïn                     | Championnat                 | Qatar                       |
| 1996 | Oman                | Koweït              | Championnat    | Qatar               | Arabie saoudite             | Championnat                 | Émirats arabes unis         |
| 1998 | Bahreïn             | Koweït              | Championnat    | Arabie saoudite     | Émirats arabes unis         | Championnat                 | Oman                        |
| 2002 | Arabie saoudite     | Arabie saoudite     | Championnat    | Qatar               | Koweït                      | Championnat                 | Bahreïn                     |
| 2003 | Koweït              | Arabie saoudite     | Championnat    | Bahreïn             | Qatar                       | Championnat                 | Oman                        |
| 2004 | Qatar               | Qatar               | 1-1ap (6-5)tab | Oman                | Bahreïn                     | 3-1                         | Koweït                      |
| 2007 | Émirats arabes unis | Émirats arabes unis | 1-0            | Oman                | Bahreïn et Arabie saoudite  | Bahreïn et Arabie saoudite  | Bahreïn et Arabie saoudite  |
| 2009 | Oman                | Oman                | 0-0ap (6-5)tab | Arabie saoudite     | Koweït et Qatar             | Koweït et Qatar             | Koweït et Qatar             |
| 2010 | Yémen               | Koweït              | 1-0            | Arabie saoudite     | Irak et Émirats arabes unis | Irak et Émirats arabes unis | Irak et Émirats arabes unis |
| 2013 | Bahreïn             | Émirats arabes unis | 2-1ap          | Irak                | Koweït                      | 6-1                         | Bahreïn                     |
| 2014 | Arabie saoudite     | Qatar               | 2-1            | Arabie saoudite     | Émirats arabes unis         | 1-0                         | Oman                        |
| 2017 | Koweït              | Oman                | 0-0ap (5-4)tab | Émirats arabes unis | Bahreïn et Irak             | Bahreïn et Irak             | Bahreïn et Irak             |
| 2019 | Qatar               | Bahreïn             | 1-0            | Arabie saoudite     | Irak et Qatar               | Irak et Qatar               | Irak et Qatar               |
| 2023 | Irak                | Irak                | 3-2ap          | Oman                | Bahreïn et Qatar            | Bahreïn et Qatar            | Bahreïn et Qatar            |
| 2024 | Koweït              | Bahreïn             | 2-1            | Oman                | Arabie saoudite et Koweït   | Arabie saoudite et Koweït   | Arabie saoudite et Koweït   |
| 2026 | Arabie saoudite     |                     |                |                     |                             |                             |                             |

### Bilan par nation
| Équipe              | Vainqueur                                                         | Finaliste                                      | Troisième                                     | Quatrième                         | Demi-finaliste        |
| ------------------- | ----------------------------------------------------------------- | ---------------------------------------------- | --------------------------------------------- | --------------------------------- | --------------------- |
| Koweït              | 10 (1970, 1972, 1974*, 1976, 1982, 1986, 1990*, 1996, 1998, 2010) | 1 (1979)                                       | 2 (2002, 2013)                                | 1 (2004)                          | 1 (2009)              |
| Irak                | 4 (1979*, 1984, 1988, 2023*)                                      | 2 (1976, 2013)                                 | NC                                            | NC                                | 3 (2010, 2017, 2019)  |
| Arabie saoudite     | 3 (1994, 2002*, 2003)                                             | 7 (1972*, 1974, 1998, 2009, 2010, 2014*, 2019) | 7 (1970, 1979, 1984, 1986, 1988*, 1992, 1996) | 1 (1982)                          | 1 (2007)              |
| Qatar               | 3 (1992*, 2004*, 2014)                                            | 4 (1984, 1990, 1996, 2002)                     | 2 (1976*, 2003)                               | 5 (1970, 1972, 1974, 1986, 1994)  | 3 (2009, 2019*, 2023) |
| Bahreïn             | 2 (2019, 2024)                                                    | 4 (1970*, 1982, 1992, 2003)                    | 3 (1990, 1994, 2004)                          | 5 (1976, 1979, 1988, 2002, 2013*) | 3 (2007, 2017, 2023)  |
| Émirats arabes unis | 2 (2007*, 2013)                                                   | 4 (1986, 1988, 1994*, 2017)                    | 5 (1972, 1974, 1982*, 1998, 2014)             | 3 (1984, 1992, 1996)              | 1 (2010)              |
| Oman                | 2 (2009*, 2017)                                                   | 4 (2004, 2007, 2023, 2024)                     | NC                                            | 4 (1990, 1998, 2003, 2014)        | NC                    |
| Yémen               | NC                                                                | NC                                             | NC                                            | NC                                | NC                    |